# Conte Harcourt
Conte Harcourt  (Earl Harcourt) era un titolo ereditario della nobiltà britannica nella Parìa inglese (Pari di Gran Bretagna).
Il titolo venne creato nel 1749 per Simon Harcourt, II visconte Harcourt. Questi venne creato nel contempo anche Viscount Nuneham come titolo di cortesia nella parìa di Gran Bretagna. Harcourt era figlio di Simon Harcourt e nipote di Simon Harcourt, Lord Cancelliere di Gran Bretagna, che era stato creato Barone Harcourt, di Stanton Harcourt nella Contea di Oxford, nel 1711, e Visconte Harcourt, di Stanton Harcourt nella Contea di Oxford, nel 1721. Entrambi i titoli vennero creati nella parìa di Gran Bretagna. Due dei figli del primo conte, George, il II conte, e William, il III conte, succedettero entrambi al padre. La parìa si estinse alla morte di quest'ultimo nel 1830.
La vicecontea venne ripristinata nel 1917 in favore di Lewis Vernon Harcourt. Questi era discendente del reverendo Edward Venables-Vernon-Harcourt, figlio di George Venables-Vernon, I barone Vernon, e della sua terza moglie Martha Harcourt, figlia del già menzioanto Simon Harcourt, figlio a sua volta di Simon Harcourt, I visconte Harcourt. Si veda la voce Visconte Harcourt per ulteriori approfondimenti.
L'antica famiglia degli Harcourt possedeva Stanton Harcourt, nell'Oxfordshire, dal XII secolo oltre ad altre sedi come Cokethorpe House e Nuneham House. Nello Staffordshire possedevano Ellenhall Hall e Abbey House, Ranton Priory. 

## Visconti Harcourt (1711)
- Simon Harcourt, I visconte Harcourt (1661–1727)
  - Simon Harcourt (1684–1720)
- Simon Harcourt, II visconte Harcourt (1714–1777) (creato Conte Harcourt nel 1749)

## Conti Harcourt (1749)
- Simon Harcourt, I conte Harcourt (1714–1777)
- George Simon Harcourt, II conte Harcourt (1736–1809)
- William Harcourt, III conte Harcourt (1743–1830)